# Parakontikia atrata
Parakontikia atrata is een platworm (Platyhelminthes). De worm is tweeslachtig. De soort leeft in of nabij zoet water.
Het geslacht Parakontikia, waarin de platworm wordt geplaatst, wordt tot de familie Geoplanidae gerekend. De wetenschappelijke naam van de soort werd, als Geoplana atrata, voor het eerst geldig gepubliceerd in 1887 door Steel.

## Synoniemen
- Geoplana atrata Steel, 1887
  - Australopacifica atrata (Steel, 1887)